# 細胞黏附

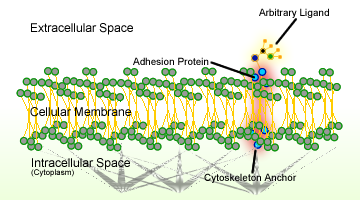
细胞黏附蛋白在细胞膜中的图示

細胞黏附是指細胞透過表面的特殊分子，和鄰近細胞或细胞外基质相互作用並且結合的過程。此過程可以透過兩個細胞的直接接觸（例如细胞连接），也可以間接地由细胞附著在细胞外基质上來達成。细胞外基质是細胞所釋出的物質，可以填滿細胞周圍的空間。細胞黏附主要是由細胞表面细胞黏附分子（CAM，一種跨膜蛋白）所介導。細胞黏附會連接各細胞，且參與細胞的信號傳導，使細胞能夠感知並回應周圍環境的變化。細胞黏附在多細胞生物的組織形成、細胞遷移等過程中扮演重要角色。細胞黏附的異常與多種疾病（如癌症及关节炎）密切相關，同時也影響感染原（细菌或病毒）的疾病傳播。

## 外部連結
- The Cell （页面存档备份，存于） by G. Cooper (online textbook)
- Molecular Cell Biology （页面存档备份，存于） by Lodish et al. (online textbook)
- Molecular Biology of the Cell （页面存档备份，存于） by Alberts et al. (online textbook)
- Cell Adhesion and Extracellular Matrix - The Virtual Library of Biochemistry, Molecular Biology and Cell Biology （页面存档备份，存于）